# Ruth Cameron (científica)
Ruth Cameron es una científica británica y profesora de la Universidad de Cambridge. Ella es codirectora del Centro de Cambridge para materiales médicos. Ella estudia materiales que interactúan terapéuticamente con el cuerpo.

## Primeros años y educación
Cameron completó su doctorado en física en la Universidad de Cambridge.

## Investigaciones y Carrera
En las investigaciones en las que trabaja Cameron se consideran materiales que interactúan terapéuticamente con el cuerpo. Ella está interesada en la reparación musculoesquelética. Su investigación considera compuestos biodegradables bioactivos, polímeros biodegradables, andamios diseñados con tejidos y patrones de superficie. Cameron trabaja con Serena Best en andamios de colágeno para la empresa spin-out Orthomimetics.
En 1993 se unió al Departamento de Ciencia de los Materiales y Metalurgia de la Universidad de Cambridge Desde 2006, ha codirigido el Centro de Cambridge para materiales médicos con Serena Best. La cogestión convierte a Cameron y Best en las primeras cobeneficiarias de la beca otorgada por el Consejo de Investigación de Ingeniería y Ciencias Físicas.  Ella fue miembro fundador del Instituto Pfizer de Ciencia de Materiales Farmacéuticos. Ruth fue miembro de Lucy Cavendish College, Cambridge.

## Honores y premios
2017 - Premio del Presidente de la Sociedad de Biomateriales del Reino Unido.
2017 - Medalla y Premio Griffith del Instituto de Materiales, Minerales y Minería/Institute of Materials, Minerals and Mining.